# Resolució 1729 del Consell de Seguretat de les Nacions Unides
La Resolució 1729 del Consell de Seguretat de les Nacions Unides fou adoptada per unanimitat el 15 de desembre de 2006. Després de considerar un informe del Secretari General Kofi Annan sobre la Força de les Nacions Unides d'Observació de la Separació (UNDOF) i reafirmant la Resolució 1308 (2000), el Consell va prorrogar el seu mandat durant sis mesos més fins al 30 de juny de 2007.

## Detalls
La resolució va demanar a les parts implicades que implementessin immediatament la Resolució 338 (1973) i demanaven al Secretari General que presentés un informe sobre la situació al final d'aquest període.
L'informe del Secretari General, de conformitat amb la resolució anterior sobre la UNDOF, va dir que la situació entre Israel i Síria havia romàs tranquil·la i sense incidents greus, tot i que la situació a l'Orient Mitjà es mantindria com a perillosa fins que es pogués arribar a un acord global.
El Consell també va acollir amb beneplàcit els esforços de la UNDOF per aplicar la tolerància zero en la política d'explotació sexual.